# Gran Rueda (Marvel Comics)
La Gran Rueda es el nombre de diferentes supervillanos que aparecen en los cómics estadounidenses publicados por Marvel Comics.

## Historial de publicación
La versión de Gran Rueda de Jackson Weele apareció por primera vez en The Amazing Spider-Man #182 (julio de 1978) y fue creado por Marv Wolfman, Ross Andru, y Mike Esposito.

## Biografía del personaje ficticio

### Jackson Weele
Jackson Weele era un empresario de Nueva York que había malversado de su empresa. Temiendo que podría ser capturado, contrata al Corredor Cohete, para robar la evidencia que le incrimina. Sin embargo, Robert opta por usar la evidencia para chantajear a Jackson. Desesperado, Jackson intenta suicidarse, pero Robert le impide hacerlo. Sin embargo, el Corredor no es particularmente bueno con Jackson, despectivamente refiriéndose a él como La "Gran Rueda". Humillado por las burlas Corredor Cohete, Jackson visita al Chapucero, al que Robert jactó había mejorado su equipo. A instancias de Jackson, Phineas crea un engranaje grande de metal que puede trepar edificios, con pistolas y brazos.
Con este nuevo vehículo, Jackson se transforma en La "Gran Rueda". Nuevamente poderoso, Jackson busca y persigue a Robert toda la ciudad. En el proceso, él termina peleando con el Hombre Araña. El Hombre Araña también está buscando a Robert, a quien él había combatido en un número anterior. Por desgracia, Jackson carece de práctica en utilizar su nuevo dispositivo y, en el fragor de la batalla, Jackson derriba un techo alto y se hunde en el río Hudson. El Hombre Araña intenta salvarlo, pero viene con las manos vacías. Presume que Jackson murió cuando el vehículo de la Gran Rueda se hundió en el fondo del río.
Gran Rueda no apareció en otro cómic por más de veinte años. Sin embargo, la historia fue recogida de nuevo por el escritor Cristos N. Gage. Como ocurre a menudo en el medio de los cómics, Weele sobrevive a su encuentro aparentemente mortal. Vuelve de nuevo con su Gran Rueda, mientras que el Hombre Araña está en combate con el Zancudo. Esta vez, Jackson intenta ayudar al  Hombre Araña. Sin embargo, debido a su interferencia, Zancudo escapa. Enfrentado por el Hombre Araña, Jackson revela que, en el ínterin desde su último encuentro, fue a la cárcel por malversación y se unió a Vil-Anon, un análogo de Alcohólicos Anónimos para supervillanos. De hecho, su intento de ayudar al héroe era parte de su programa de doce pasos. Por piedad, El Hombre Araña permite a Jackson acompañarlo por el resto del día. Mientras frustra un robo a un banco, la pareja enfrenta al  Conmocionador. A pesar de derrotarlo, Jackson finalmente se da cuenta de que no está hecho para lo superheroico. Ahora hace su vida usando su aparejo de Jackson derbis de demolición y hablando en eventos para Vil-Anon.
Aunque pobremente recibido por los fanes del Hombre Araña en su historia inicial, el aspecto de Jackson en Spider-Man Unlimited en general recibió críticas positivas. A pesar de la limitada exposición del personaje, él es a menudo citado como uno de los enemigos menos poderosos del Hombre Araña.
Jackson es discutido en The Spectacular Spider-Man #21 (Ene. 2005) durante un juego de póker de superhéroes. El Hombre Araña le dice a Reed Richards que Jackson es una de las cosas más locas que haya visto jamás (junto con una banda de mimos). La Antorcha Humana dice que ha conocido al hombre en los 'Rusty Nail "y está trabajando como guardia de seguridad. La Antorcha también afirma que el primer nombre de la Rueda es Axel, aunque puede estar bromeando.
Durante la historia de Civil War, Jacksom fue mostrado siendo perseguido por la patrulla del puerto, lo que implica que regresó a lo superheroico a pesar de las dudas que albergaba en Spider-Man Unlimited.
En un número posterior, es traído por El Hombre Araña y El Hombre de Hierro relativo a conexiones de mercado negro que Tony Stark cree podría haber ayudado Ezekiel Stane.
Jackson regresa más tarde en una versión más irregular de su máquina de la Gran Rueda y se une a Blackout y otros villanos en una misión para matar al Ghost Rider.
Como parte del evento Marvel NOW!, el vehículo original de Gran Rueda luego reaparece en posesión de Overdrive, quien lo actualiza con sus poderes tecnológicos y lo usa como un vehículo personal durante su permanencia en los Seis Siniestros. El Superior Spider-Man (la mente del Doctor Octopus en el cuerpo de Peter Parker) puede revertir los cambios y restaurar la rueda grande a su apariencia y poder.
Más tarde, Jackson se ve obligado a cometer delitos (como robar un preciado par de alpacas) para Lady Caterpillar, que había secuestrado a su novia Rebecca Townley.

### Segunda Gran Rueda
Un operador no identificado de la Gran Rueda estuvo en una ola de crímenes hasta que fue derrotado por Spider-Man.

## En otros medios

### Televisión
- Gran Rueda aparece en la Spider-Man: la serie animada episodio "Rocket Racer" con la voz de Michael Des Barres. En esta versión, Weele es el jefe de una banda de ladrones de alta tecnología cuya tecnología es robada por Corredor Cohete. Afirma en un punto que una vez trabajó en aeronáutica, y ha logrado todo desde temporización adecuada a planificación. Él es derrotado por los esfuerzos combinados de Spider-Man y Corredor Cohete.
- Gran Rueda aparece en la segunda temporada de Marvel's Spider-Man, episodio "Critical Update", como uno de los jefes de crímenes derrotados por Superior Spider-Man (Otto Octavius en el cuerpo de Spider-Man).

### Videojuegos
- Gran Rueda aparece como uno de los villanos en el juego de Game Boy Advance Spider-Man: Mysterio's Menace.
- Gran Rueda aparece en las versiones de PSP y PS2 de Spider-Man: Web of Shadows. Aparece como un personaje auxiliar que atropellará a los enemigos.
- Una versión de Marvel 2099 de Gran Rueda aparece como un villano en la versión de Nintendo DS de Spider-Man: Edge of Time.[11]